# Charroi de Nîmes
El charroi de Nîmes (el acarreo de Nimes) es un cantar de gesta que se desarrolla en parte en dicha ciudad, ya que narra la conquista de Nîmes por los francos a los sarracenos. Proviene del ciclo de Guillaume de Orange y fue escrito, según el manuscrito más antiguo que se conserva, durante la primera mitad del siglo XIII.
En la Edad Media, este cantar era tan famoso como el Cantar de Roldán y sigue siendo estudiado en las universidades de todo el mundo.